# Dhannur, Aland
Dhannur là một làng thuộc tehsil Aland, huyện Gulbarga, bang Karnataka, Ấn Độ.